# Hra o zuby
Hra o zuby je komorní komická opera o dvou dějstvích českého skladatele Jaroslava Smolky. Libreto na námět ze života českého klasicistního skladatele Jana Václava Sticha napsal na skladatelův popud spisovatel Zdeněk Mahler, veršované zpěvní texty pak básník Josef Brukner. Operu poprvé uvedla 25. listopadu 1984 Komorní opera Miloše Wasserbauera při Janáčkově akademii múzických umění v Brně.

## Vznik a charakteristika opery
Námět opery vzali skladatel a libretisté ze života českého klasicistního skladatele a virtuosa ve hře na lesní roh Jana Václava Sticha-Punta. Děj opery se opírá o zřejmě apokryfní anekdotu, podle níž Stich spolu s dalšími dvěma muzikanty utekl ze služby hraběte Jana Josefa Thun-Hohensteina a ten za ním vyslal dva pochopy, aby Sticha přivedli zpět nebo mu alespoň vyrazili přední zuby, aby mu hru na hornu znemožnili. Stichovou ochránkyní v opeře je naopak Maria Theresia von Waldburg-Zeil-Wurzach, manželka hudebníkova tehdejšího zaměstnavatele knížete z Hohenzollern-Hechingenu. Intriky hraběte Thuna se nakonec obrátí proti němu.
Opera je napsaná „pro šest pěvců, dva tanečníky, lesní roh a cembalo“ s volitelným doprovodem smyčcového orchestru. Lesní roh, jehož virtuózní part je značně náročný, je hlavním nástrojem Jana Václava Sticha, cembalo pak navozuje atmosféru druhé poloviny 18. století. Původně byla napsána v letech 1977 až 1978 pro zámecké barokní divadlo v Českém Krumlově, jehož nynější podoba je ze stejné doby a v němž hrálo Jihočeské divadlo; nakonec ji však poprvé uvedlo až o šest let později Operní studio JAMU (premiéra se konala v rámci Jubilejní moravské divadelní přehlídky při příležitosti sta let od založení českého divadla v Brně). Operní studio JAMU se Hrou o zuby hostovalo v lednu 1985 i v Praze v divadle DISK.
Kritika dílo přivítala, i když jej zařadila spíše do kategorie „autorského“ nebo „generačního“ divadla spíše než standardní operní scény. Podle Jiřího Fukače (v Hudebních rozhledech) je libreto „figarovsky revoltující“, s prvky dobových divadelních forem – opera buffa, singšpíl, commedia dell'arte. „Jazyk je neobyčejně bohatý, verš velmi kvalitní. Stylistické prostředky sahají od perzifláže akademičnosti až po lidovou jadrnost.“ Podobně i Smolkovo hudební zpracování je polystylové, vedle modernějších technik vážné hudby – například až janáčkovské deklamace – se objevují napodobované a parodované formy virtuózní klasicistní hudby, včetně tanců a lamentu. Hudební kritička Helena Havlíková Hru o zuby ve svém souhrnném článku o novodobé české opeře kvůli výraznému zapojení obou instrumentalistů do děje označila jako „operu-koncert“.
Další a poslední inscenaci Hry o zuby uvedl zpěvoherní soubor Divadla Jonáše Záborského v Prešově v hudebním nastudování Rafaela Hrdiny a Júlia Selčana a v režii Blaženy Hončarivové (premiéra 24. ledna 1987). Československý rozhlas nahrál také zkratku opery Hra o zuby, která byla vysílána poprvé roku 1989.

## Osoby a první obsazení

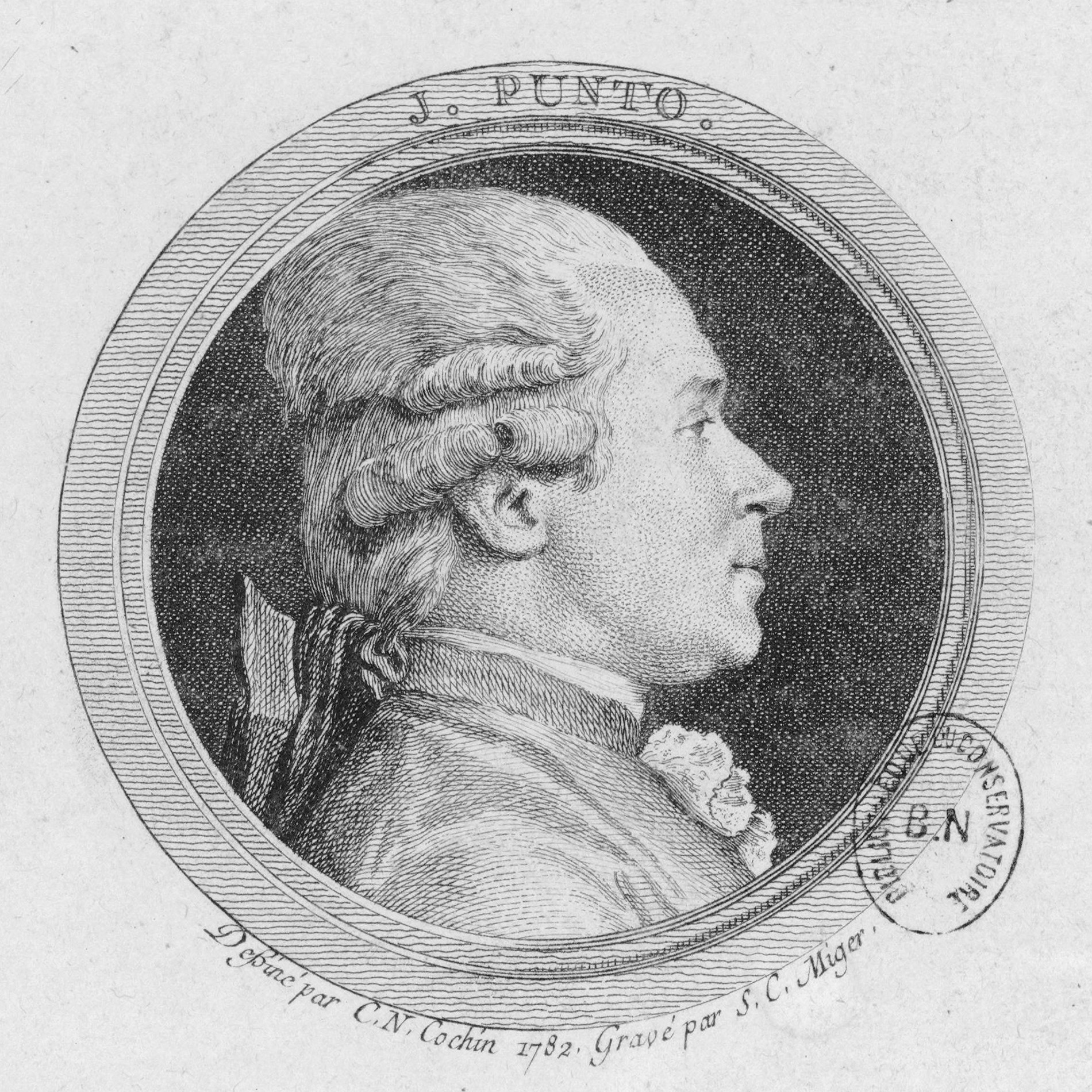
Jan Václav Stich (Giovanni Punto), rytina Simona-Charlese Migera z roku 1782

| osoba                                                          | hlasový obor  | premiéra (25. listopadu 1984) |
| -------------------------------------------------------------- | ------------- | ----------------------------- |
| Punto                                                          | tenor         | Josef Škrobánek               |
| Komorná                                                        | soprán        | Emila Sadloňová               |
| Kněžna                                                         | soprán        | Iva Ságnerová                 |
| Hrabě                                                          | tenor         | Jaromír Novotný               |
| První pochop                                                   | tenor         | Milan Řihák                   |
| Druhý pochop                                                   | bas           | Otto Císař                    |
| Lesní roh: Jan Karas / Pavel Jirásek, cembalo: František Sonek |               |                               |
| Dirigent:                                                      | Dirigent:     | František Sonek               |
| Režie:                                                         | Režie:        | Jana Pletichová               |
| Scéna:                                                         | Scéna:        | Emil Konečný                  |
| Kostýmy:                                                       | Kostýmy:      | Marcela Kaderková             |
| Choreografie:                                                  | Choreografie: | Nina Buchníčková              |

## Instrumentace
Lesní roh, cembalo, smyčcové nástroje (housle, violy, violoncella, kontrabasy).